# Harold Annison
Harold Annison (n. 27 decembrie 1895, Greater London, Anglia, Regatul Unit al Marii Britanii și Irlandei – d. 27 noiembrie 1957, Lancing⁠(d), Adur, Anglia, Regatul Unit) a fost un înotător britanic, medaliat olimpic. A participat la două ediții ale Jocurilor Olimpice (1920, 1924) în care a câștigat două medalii de bronz.